# Sainte-Marie-de-Campan
Sainte-Marie-de-Campan is een klein Frans dorpje in de Pyreneeën. Het dorp maakt deel uit van de gemeente Campan en ligt tussen de col d'Aspin en de col du Tourmalet.
Sainte-Marie-de-Campan kreeg in 1913 een speciale betekenis in de Tour de France dankzij Eugène Christophe, die er eigenhandig de voorvork en achtervork van zijn fiets herstelde in een plaatselijke smidse. Ter nagedachtenis aan hem is bij de kerk van Sainte-Marie-de-Campan een pleintje naar Christophe vernoemd. Hier staat sinds 2014 ook een bronzen standbeeld van hem, waarbij hij een vork in de lucht steekt.

## Galerij

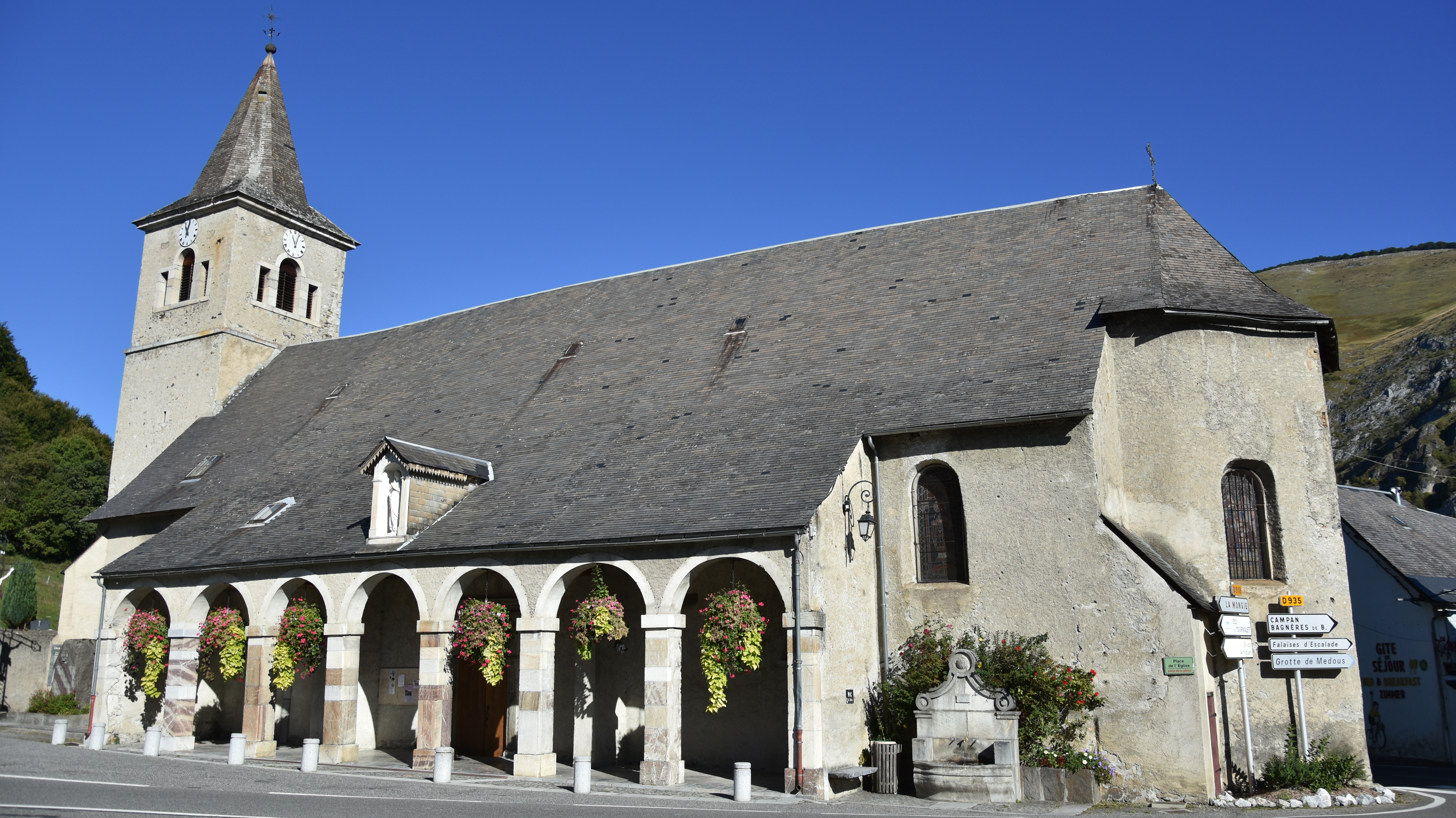
Église Notre-Dame-de-l'Assomption
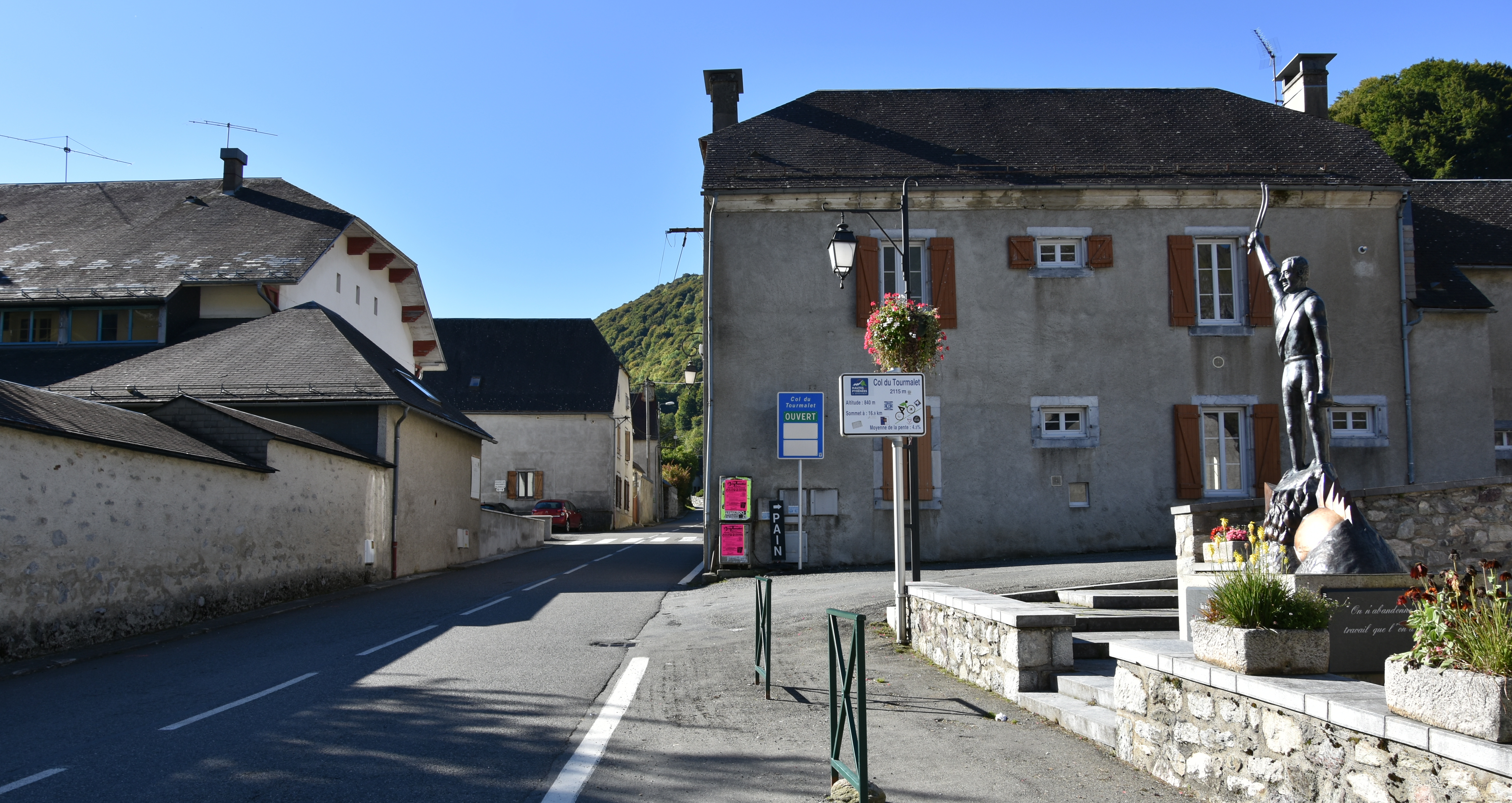
Het centrum